# Cerkiew św. Apostoła Jana Teologa w Terespolu
Cerkiew św. Apostoła Jana Teologa – prawosławna cerkiew parafialna w Terespolu. Należy do dekanatu Terespol diecezji lubelsko-chełmskiej Polskiego Autokefalicznego Kościoła Prawosławnego. Świątynia znajduje się we wschodniej części miasta, przy ulicy Cerkiewnej 2.
Cerkiew została wzniesiona w XVIII w. jako świątynia unicka. Do powstania styczniowego była silnym ośrodkiem unickim, a miejscowi duchowni byli związani z polskim ruchem niepodległościowym. W 1875, na skutek likwidacji unickiej diecezji chełmskiej, cerkiew w Terespolu przeszła do Rosyjskiego Kościoła Prawosławnego. Większość wiernych nie pogodziła się z tą decyzją i w ogóle zaprzestała uczęszczania do świątyni. Po zmianie wyznania obiekt został dwukrotnie wyremontowany – w 1881 i w latach 1897–1898. W czasie drugiego remontu obok cerkwi wzniesiono wolno stojącą dzwonnicę, na której zawieszono dzwon współfundowany przez cara Mikołaja II, zaś w jej wnętrzu wykonano nowe freski.
Po odzyskaniu niepodległości przez Polskę nie przewidywano otwarcia cerkwi. W 1926 została ona udostępniona wiernym jako siedziba parafii neounickiej. W 1941 ponownie przeszła do Kościoła prawosławnego i od tej pory pozostaje czynna w jego strukturach.

## Historia

### Cerkiew unicka
Według różnych źródeł cerkiew św. Jana Teologa w Terespolu jest drugą lub trzecią świątynią na tym miejscu. Moment wzniesienia na nim pierwszej świątyni nie został ustalony. Według Grzegorza Pelicy obecnie istniejąca cerkiew została wzniesiona w 1745 z fundacji miejscowego dziedzica Pocieja jako świątynia unicka. Pracami budowlanymi kierował Jan Jerzy Flemming. Z kolei w Katalogu zabytków sztuki w Polsce podano informację, iż obiekt ten przetrwał do końca XVIII w. i został wówczas zastąpiony nową świątynią.
W XIX w. świątynia była kilkakrotnie remontowana i przebudowywana.
Cerkiew w Terespolu była znaczącym ośrodkiem unickim, a służący w niej kapłani byli związani z polskim ruchem niepodległościowym pod zaborem rosyjskim. Na obsadę stanowiska proboszcza miejscowej parafii wpływ miał terespolski klasztor paulinów, ci zaś pragnęli, by unicką placówką duszpasterską kierował duchowny szczerze oddany swojemu wyznaniu. Powstaniu listopadowemu sprzyjał służący w Terespolu w latach 1827–1831 ks. Eliasz Saykowicz, zaś ks. Jerzy Koncewicz stracił w 1865 probostwo z powodu udziału w powstaniu styczniowym. W okresie powstania listopadowego do terespolskiej cerkwi uczęszczało 785 wiernych.

### Cerkiew prawosławna pod zaborem rosyjskim
Wskutek likwidacji unickiej diecezji chełmskiej, do której dotąd należała parafia terespolska, świątynia przeszła w 1875 do eparchii chełmsko-warszawskiej Rosyjskiego Kościoła Prawosławnego. W latach bezpośrednio poprzedzających to wydarzenie liczbę wiernych uczęszczających do cerkwi szacowano na ok. 950 osób. Większość z nich (prawie 70%) negatywnie przyjęła likwidację unii i znalazła się w grupie tzw. opornych (ros. uporstwujuszczych) – byłych unitów formalnie prawosławnych, de facto odmawiających uczestnictwa w obrzędach tego wyznania, nadal utożsamiających się z katolicyzmem.
Sześć lat po likwidacji unii cerkiew w Terespolu została wyremontowana dzięki staraniom biskupa lubelskiego (odpowiedzialnego za parafie pounickie) Modesta. 29 listopada 1881 ks. Tymoteusz Sofronowicz, dziekan II dekanatu bialskiego, dokonał jej powtórnego wyświęcenia. W 1892 arcybiskup warszawski i chełmski Flawian dokonał wizytacji kanonicznej terespolskiej cerkwi. Pięć lat po tym wydarzeniu przeprowadzony został kolejny remont świątyni, zakończony w 1898. Plan renowacji opracował N. Fiodorow, inżynier twierdzy brzeskiej, zaś przy wykonaniu nowych fresków pracowali ikonografowie Afanasij Tulski i Aleksiej Lizunow, ówcześnie odbywający w Brześciu zasadniczą służbę wojskową. Ci sami autorzy napisali dla cerkwi nowe ikony. Ponieważ fundusze zgromadzone na remont (6819 rubli i 37 kopiejek) okazały się aż nadto znaczne, wykorzystano je nie tylko na renowację świątyni, ale i na wzniesienie parafialnej szkoły czytania i pisania, która rozpoczęła pracę we wrześniu 1898. W końcu tego samego miesiąca cerkiew, po ukończonej renowacji, została ponownie poświęcona. Z uwagi na chorobę ordynariusza eparchii warszawskiej arcybiskupa Hieronima uroczystościom przewodniczył przełożony monasteru św. Onufrego w Jabłecznej, archimandryta Herman. W czasie uroczystości cerkwi przekazano dzwon ufundowany przez cara Mikołaja II, jego matkę carycę-wdowę Marię Fiodorownę oraz ks. Iwana Siergijewa (Jana Kronsztadzkiego). Dzwon ten został uroczyście przewieziony z terespolskiego dworca kolejowego przez oddział kozacki pod dowództwem esauła Jeriesienkowa. W ceremonii jego zawieszenia na odnowionej dzwonnicy brali udział przedstawiciele rosyjskich władz administracyjnych i wojskowych.

### Cerkiew w niepodległej Polsce

#### Świątynia neounicka
Po odzyskaniu niepodległości przez Polskę Ministerstwo Wyznań Religijnych i Oświecenia Publicznego  w opracowanym w 1919 spisie nie uwzględniło terespolskiej cerkwi w wykazie prawosławnych obiektów sakralnych przewidywanych do otwarcia. W 1926, chcąc zapobiec zamknięciu świątyni, miejscowa wspólnota wiernych zgodziła się przejść do Kościoła neounickiego. Katolicyzm w obrządku bizantyjskim przyjął także miejscowy proboszcz, ks. Aleksander Nikolski, co miało podłoże materialne i związek ze słabą formacją teologiczną i moralną duchownego. Początkowo do neounickiej cerkwi w Terespolu uczęszczało 410 wiernych, jednak liczba ta zaczęła spadać. Na przełomie lat 1929 i 1930 było ich już 350. Równocześnie w 1931 liczba prawosławnych, nieutożsamiających się z neounią, pozostających w Terespolu była szacowana nawet na 1000 osób. Na katolicyzm obrządku łacińskiego przeszło z tej grupy tylko kilkadziesiąt osób.

#### Świątynia prawosławna
W 1941 w strukturach diecezji chełmsko-podlaskiej restytuowana została parafia prawosławna w Terespolu, zaś ks. Aleksander Nikolski, po powtórnej konwersji, został ponownie jej proboszczem. Według innego źródła terespolska cerkiew pozostawała siedzibą parafii neounickiej do 1946, a ks. Nikolski w 1940 porzucił działalność duszpasterską i wyjechał do Niemiec, po czym nie konwertował na prawosławie, lecz pozostał kapłanem katolickim.
Cerkiew pozostawała czynna do końca II wojny światowej. W 1945 biskup lubelski Tymoteusz zwrócił się do nowych władz komunistycznych z prośbą o pozostawienie w Terespolu czynnej cerkwi jako jednej z siedmiu świątyń prawosławnych w województwie lubelskim. Faktycznie cerkiew w Terespolu nie została zamknięta i pozostawała czynna także po wywózkach ludności ukraińskiej wyznania prawosławnego w ramach Akcji „Wisła”. Należała do dekanatu bialskiego, w którym do czterech świątyń łącznie uczęszczało 1490 wiernych. W 1969 liczbę prawosławnych w Terespolu szacowano na 169 osób.
Na początku XXI wieku łączną liczbę wiernych uczęszczających do cerkwi szacuje się na 120 osób. W 2000 r. naprawiony został dach. Wokół świątyni zbudowano nowe ogrodzenie, odnowiono także jej wnętrze, fasadę frontową oraz dzwonnicę.

#### Ikony wydzielające wonny olej
Od 2010 cerkiew w Terespolu jest szczególnym ośrodkiem kultu ikony Matki Bożej „Szybko Spełniająca Prośby”. We wrześniu tego roku ikona należąca do jednego z parafian cerkwi zaczęła wydzielać wonny olej. Wizerunek został wystawiony w cerkwi w Terespolu i szybko stał się celem pielgrzymek prawosławnych z Polski, Litwy, Ukrainy i Białorusi, jak również katolików. Przedstawiciele Polskiego Autokefalicznego Kościoła Prawosławnego stwierdzają, iż wydarzenie ma charakter cudu, nie rozstrzygają jednak, czy za sprawą ikony lub oleju z niej doszło do uzdrowień (o których mówi część wiernych). W ciągu kolejnych dwóch miesięcy podobne zjawisko zaobserwowano również na czterech innych ikonach z cerkwi w Terespolu: dwóch ikonach maryjnych i dwóch wyobrażeniach soborów świętych. Jeden z wizerunków został przekazany monasterowi Opieki Matki Bożej w Turkowicach. Po roku zjawisko utrzymywało się na dwóch ikonach.
9 października 2011 w cerkwi została umieszczona kopia ikony Matki Bożej „Szybko Spełniająca Prośby”, podarowana parafii przez klasztor Dochiariu, jedną ze wspólnot góry Athos. W uroczystościach powitania wizerunku i wniesienia go do świątyni uczestniczyli hierarchowie Polskiego Autokefalicznego Kościoła Prawosławnego – metropolita warszawski i całej Polski Sawa oraz arcybiskup lubelski i chełmski Abel, a także Egzarchatu Białoruskiego – biskup brzeski i kobryński Jan oraz biskup bobrujski i bychowski Serafin.

## Architektura
Cerkiew jest obiektem zabytkowym. Wpisana została do rejestru zabytków 4 kwietnia 1958 (powtórnie 25 listopada 1966) pod nr A/77.

### Bryła budynku

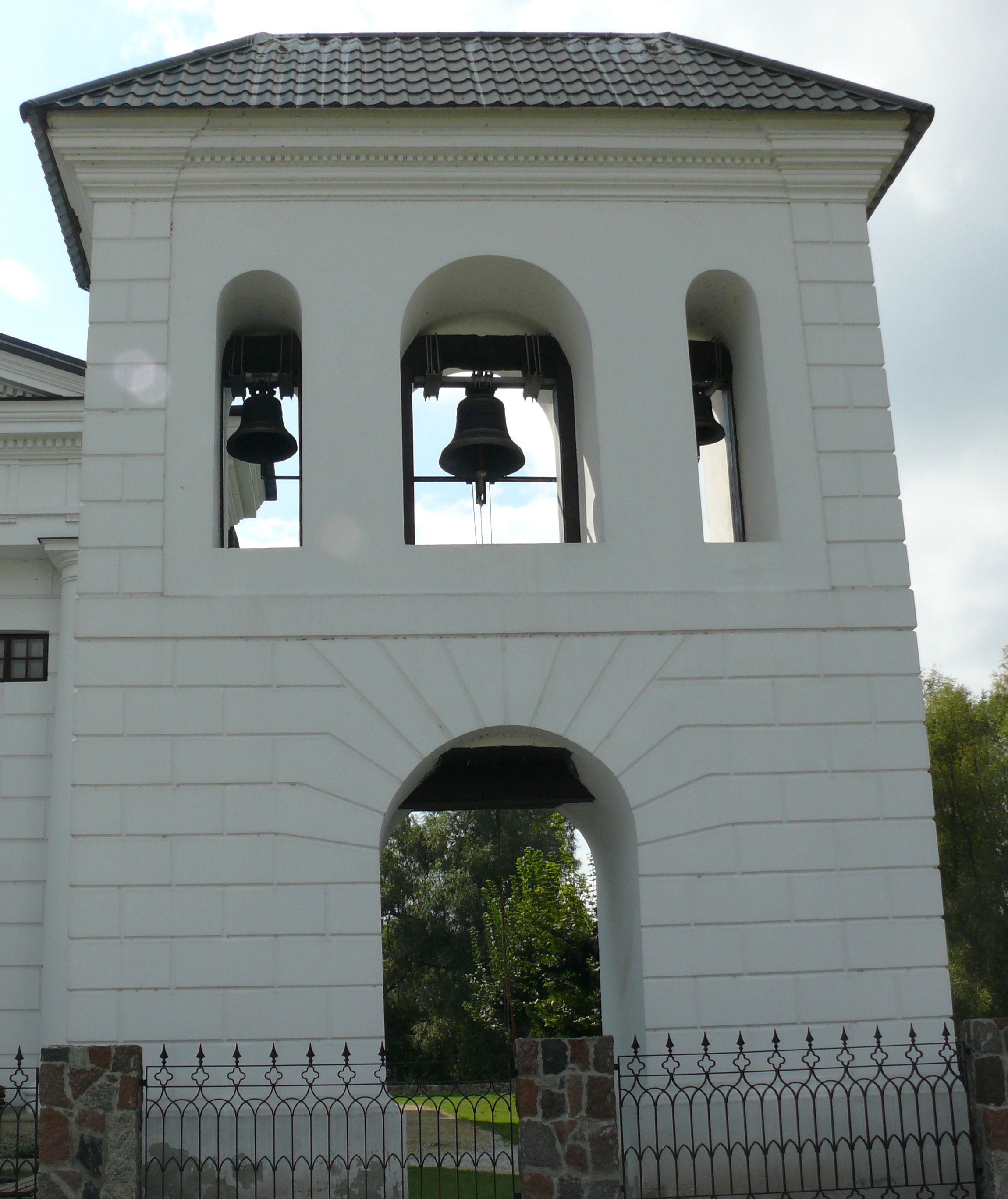
Wolno stojąca dzwonnica przy cerkwi

Początkowo świątynia reprezentowała styl barokowy, jednak kilkakrotne przebudowy w XIX w. uczyniły z niej obiekt neoklasycystyczny. Cerkiew jest orientowana, trójdzielna, wzniesiona na planie prostokąta z cegły, otynkowana. Prostokątny plan dopełniają dwie zakrystie oraz półkolista absyda pomieszczenia ołtarzowego. Nawa cerkiewna o zaokrąglonych narożnikach jest tej samej wysokości, co pomieszczenie ołtarzowe. W cerkwi znajduje się chór muzyczny.
Elewacja frontowa jest nieco szersza od nawy świątyni. Zdobi ją czterokolumnowy dorycki portyk ogzymsowany trójkątnym naczółkiem. Odcinek gzymsu kryje prostokątny portal oraz koliste okno. Szczyt świątyni wieńczy sygnaturka z cebulastą kopułką. Boczne fasady cerkwi zwieńczone są gzymsem z fryzem kostkowym, podzielone pilastrami toskańskimi, między którymi rozmieszczono ślepe okna. Cerkiew kryje dach dwuspadowy (nad nawą) oraz pulpitowy (nad zakrystiami), kryty blachą.
W sąsiedztwie cerkwi znajduje się wolno stojąca dzwonnica, która przybrała swoją obecną formę w czasie remontu w końcu XIX w. Możliwe jest na niej zawieszenie trzech dzwonów. Całość kryje dach czterospadowy.

### Wyposażenie wnętrza
Ściany boczne świątyni są boniowane, zostały ponadto rozczłonkowana pilastrami toskańskimi i wykończone uproszczonym fryzem kostkowym. W nawie znajduje się strop deskowy z fasetą, zaś w obu zakrystiach – strop płaski.
We wnętrzu świątyni znajduje się dziewiętnastowieczny kompleks fresków Tulskiego i Lizunowa. Za ołtarzem umieścili oni ponadnaturalnej wielkości postać Pana w Chwale w otoczeniu Chrystusa Zbawiciela, św. Bazylego Wielkiego, św. Grzegorza Nowego Teologa, św. Jana Chryzostoma, Świętych Cyryla i Metodego oraz św. Włodzimierza. Z kolei w nawie, na ścianach bocznych świątyni, rosyjscy ikonografowie wykonali wizerunki czterech Ewangelistów oraz sceny Ukrzyżowania i Zmartwychwstania.
Ikonostas cerkwi w 2005 wymieniony został na konstrukcję nowoczesną, wykonaną w latach 2004–2005 przez Michaiła Kątskiego z Łucka. Zastąpił starszy, zabytkowy, który przekazano nowo wzniesionej cerkwi św. Marii Magdaleny w Puławach.
W kiotach bocznych znajduje się m.in. ikona św. Aleksandra Newskiego, wstawiona do cerkwi przez kapitana F. Charkiewicza, szefa terespolskiego garnizonu rosyjskiego, dla upamiętnienia zwycięskiej dla Rosjan bitwy pod Terespolem, stoczonej w czasie powstania kościuszkowskiego. Aleksander Newski był patronem gen. Aleksandra Suworowa dowodzącego w tej bitwie siłami rosyjskimi. Inne zabytkowe ikony przechowywane w cerkwi to kopia Częstochowskiej Ikony Matki Bożej napisana na lustrze, dziewiętnastowieczna ikona Matki Bożej w posrebrzanej sukience, wizerunki św. Teodozjusza, św. Aleksandry, św. Antoniego, św. Stefana, św. Mikołaja, św. Joannicjusza oraz Archanioła piszącego księgę.  Inne elementy wyposażenia cerkiewnego były fundowane przez parafian. W 1905 petersburski urzędnik Nikołajew przekazał cerkwi trójświecznik, trzy podświeczniki, kadzielnicę, trzy chusty z jedwabiu, świece woskowe oraz kopię Tichwińskiej Ikony Matki Bożej z kiotem, wieczną lampą i zapasem oleju do niej. Z tego samego okresu (początek XX w.) pochodzą kielich liturgiczny oraz Golgota, natomiast w końcu poprzedniego stulecia wykonany został Grób Pański z płaszczenicą, jak również feretrony z postaciami św. Jerzego i Matki Bożej oraz św. Jana Teologa i Świętej Rodziny  i krzyż procesyjny. Znacznie starszy jest barokowy krucyfiks powstały na przełomie XVIII i XIX stulecia.
W październiku 2015 w cerkwi umieszczono rakę ze sprowadzonymi z Białorusi relikwiami św. Andrzeja, św. Łazarza i św. Męczennika Charłampa.